# Лимерсайм
Лимерсайм (фр. Limersheim) — коммуна на северо-востоке Франции в регионе Гранд-Эст (бывший Эльзас — Шампань — Арденны — Лотарингия), департамент Нижний Рейн, округ Селеста-Эрстен, кантон Эрстен.
Площадь коммуны — 5,58 км², население — 583 человека (2006) с тенденцией к росту: 666 человек (2013), плотность населения — 119,4 чел/км².

## Население
Население коммуны в 2011 году составляло 662 человека, в 2012 году — 672 человека, а в 2013-м — 666 человек.
| 1962 | 1968 | 1975 | 1982 | 1990 | 1999 | 2006 | 2008 | 2011 | 2012 | 2013 |
| ---- | ---- | ---- | ---- | ---- | ---- | ---- | ---- | ---- | ---- | ---- |
| 407  | 422  | 436  | 573  | 572  | 579  | 583  | 621  | 662  | 672  | 666  |

Динамика населения:

## Экономика
В 2010 году из 427 человек трудоспособного возраста (от 15 до 64 лет) 328 были экономически активными, 99 — неактивными (показатель активности 76,8 %, в 1999 году — 76,2 %). Из 328 активных трудоспособных жителей работали 307 человек (165 мужчин и 142 женщины), 21 числились безработными (9 мужчин и 12 женщин). Среди 99 трудоспособных неактивных граждан 30 были учениками либо студентами, 52 — пенсионерами, а ещё 17 — были неактивны в силу других причин.

## Достопримечательности (фотогалерея)

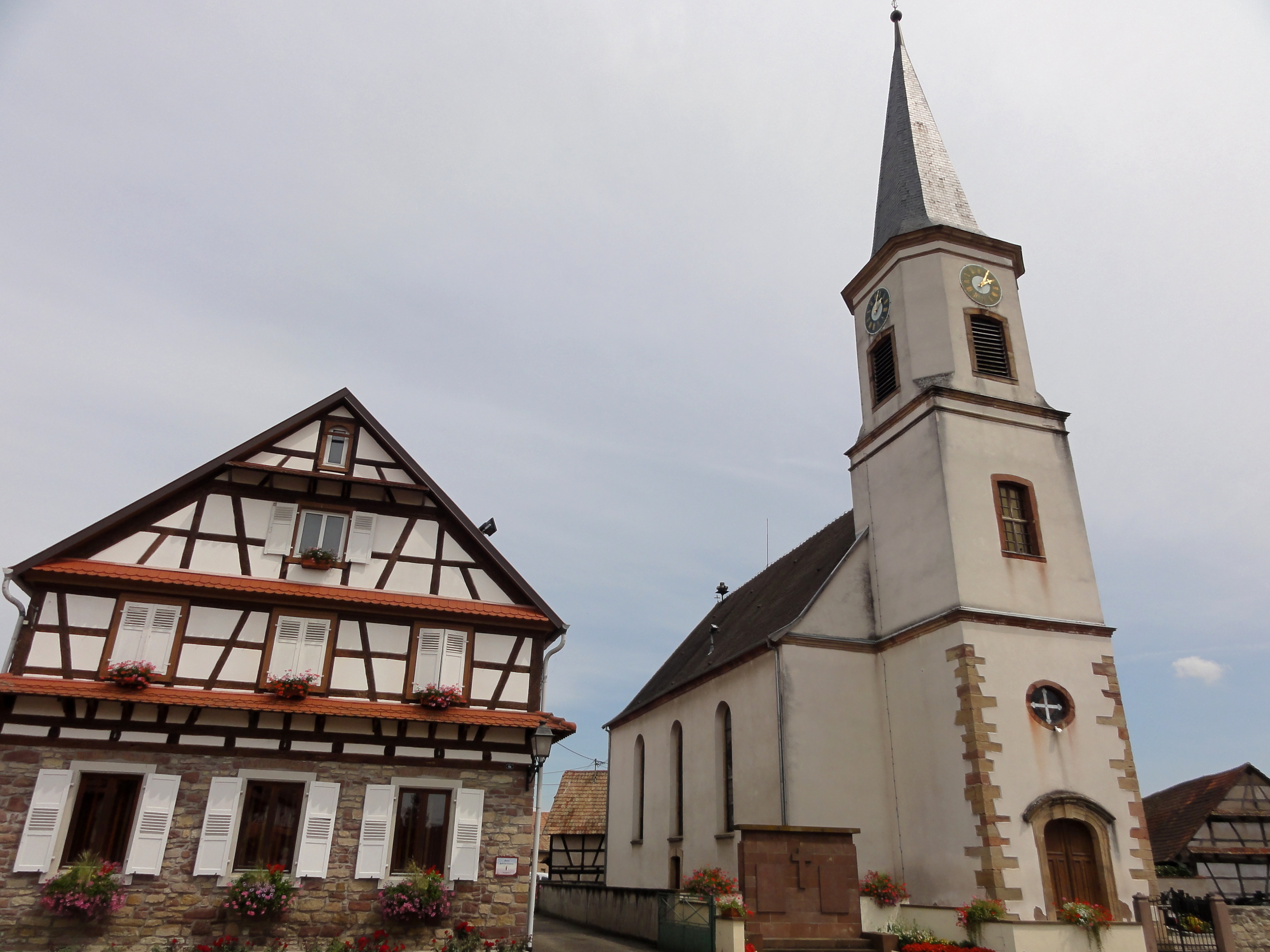
Церковь Сен-Дени
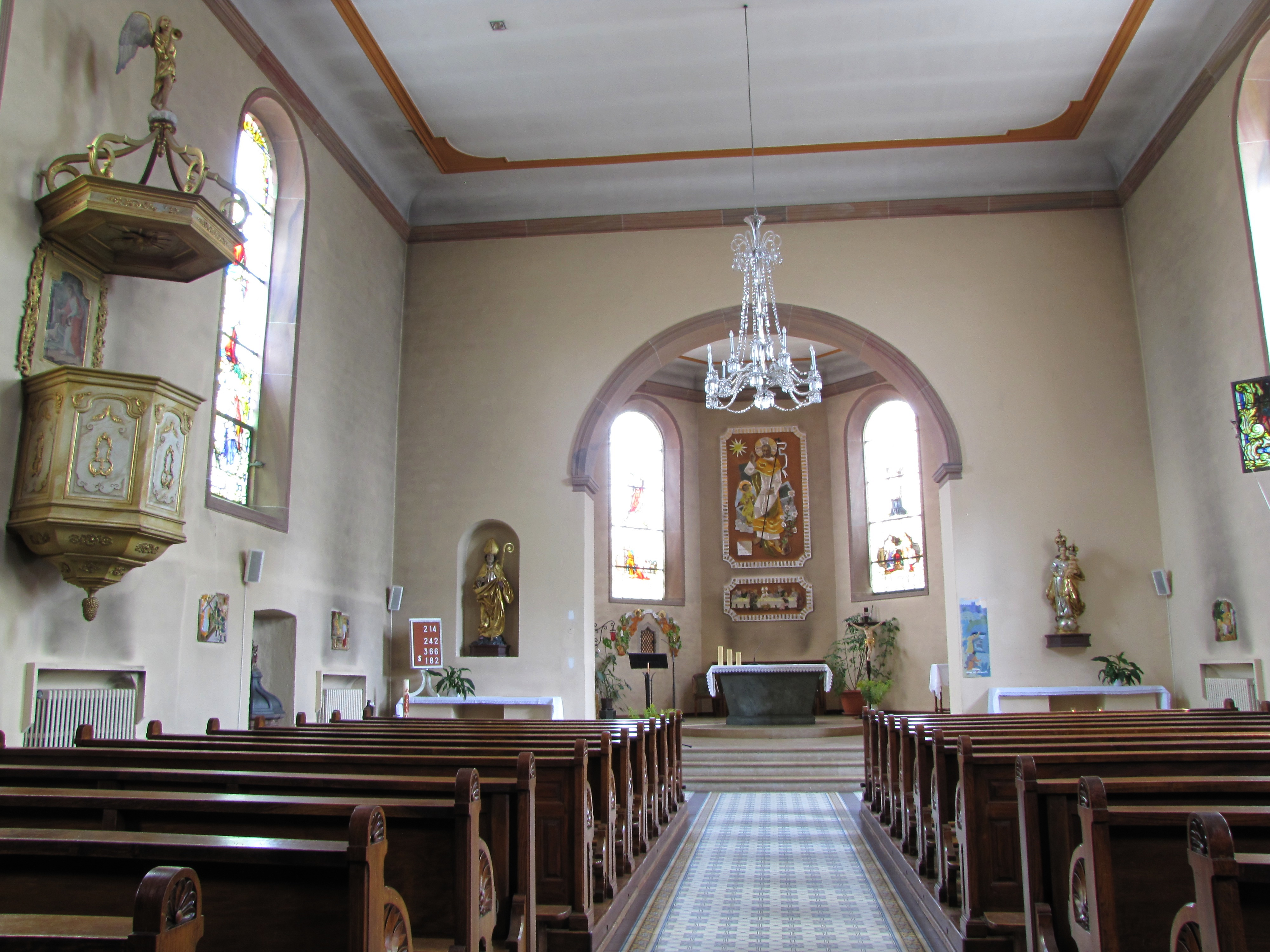
Интерьер
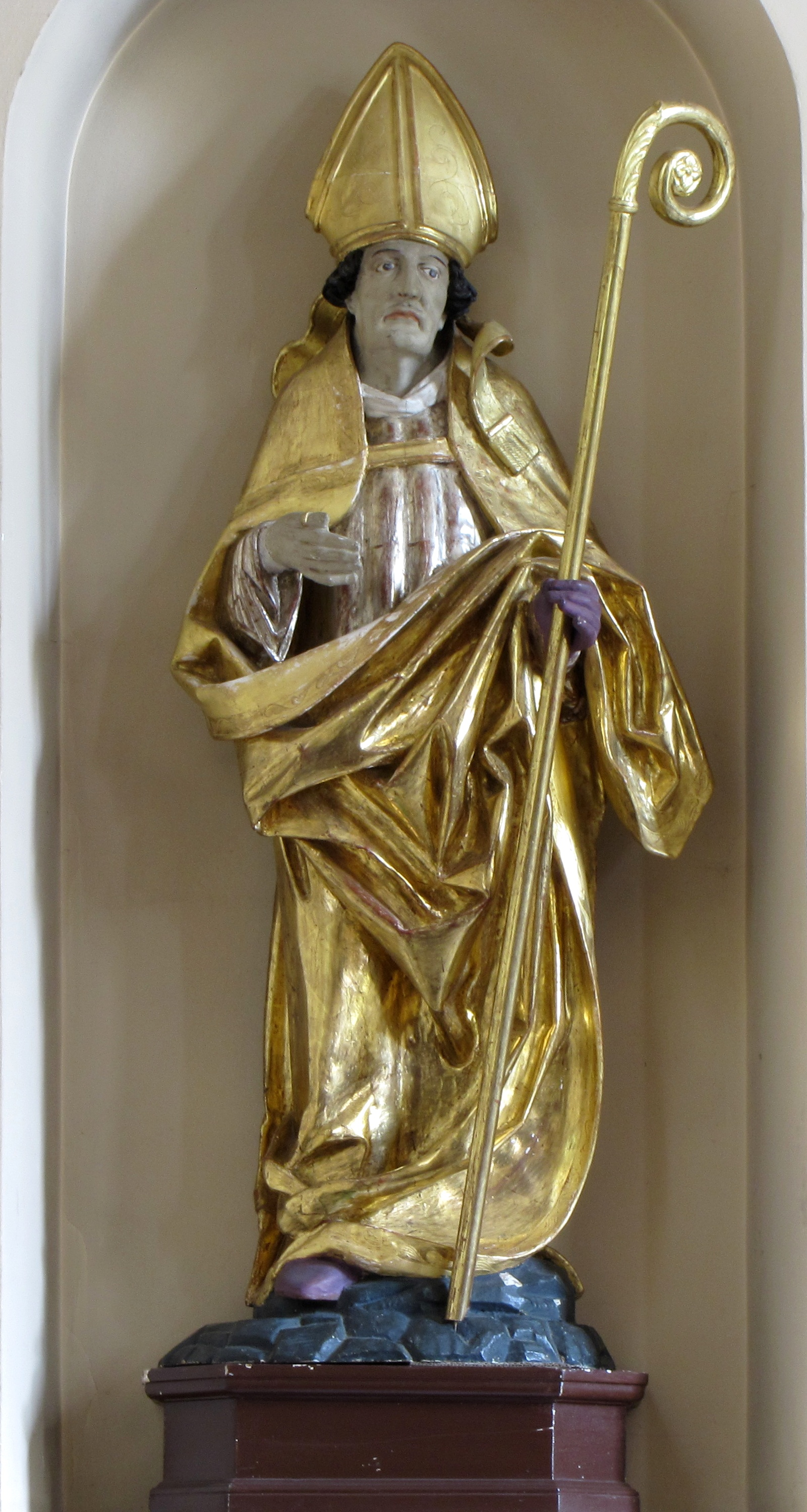
Статуя Сен-Дени